# Prochaine élection présidentielle malienne
La prochaine élection présidentielle malienne a lieu à une date indéterminée afin d'élire le président de la république du Mali. Elle fait suite au coup d'État de 2020 ayant entrainé la démission du président Ibrahim Boubacar Keïta. Initialement prévue le 27 février 2022, elle est reportée au 4 février 2024 suite au coup d'État de 2021 ayant entrainé la destitution du président de transition Bah N'Daw, avant d'être de nouveau reportée.

## Contexte

### Coup d'État de 2020
Les 5 et 19 juin, à l'appel de l'imam Mahmoud Dicko, des dizaines de milliers de manifestants sortent dans les rues pour réclamer la démission du président Keïta. Cinq membres de la Cour constitutionnelle démissionnent. Le 10 juillet, lors de la troisième journée de mobilisation, des heurts se produisent, provoquant plusieurs morts ; des dirigeants de la coalition de l'opposition sont arrêtés puis relâchés. Le président décide alors de dissoudre la Cour constitutionnelle. Sa composition est intégralement renouvelée le 7 août.
Le 18 août 2020, le président Keïta et son Premier ministre, Boubou Cissé, sont arrêtés par une garnison de militaires en révolte,. La nuit suivant son arrestation, le président de la République, toujours détenu par l'armée et les putschistes dans le camp militaire Soundiata-Keïta de Kati, annonce au cours d'une allocution vers minuit, masque sur la bouche, sur la télévision publique ORTM, la dissolution du parlement et du gouvernement, ainsi que sa démission de ses fonctions de chef de l'État,.

### Dictature militaire
Sur le modèle soudanais, une transition de dix-huit mois est mis en place,. Un collège électoral désigné par la junte se réunit le 21 septembre et nomme Bah N'Daw président de transition, avec Assimi Goïta pour vice-président. Ceux-ci prêtent serment le 25 septembre,. Le 27 septembre, Moctar Ouane est nommé Premier ministre. Il prend ses fonctions le lendemain,. La Charte de transition prévoit notamment que ni le président ni le vice-président de la période de transition ne peuvent se présenter à l’élection présidentielle devant y mettre fin. Le gouvernement fixe en mars 2021 la date de l'élection au 21 mars 2022, avant de la décaler un mois plus tard au 27 février 2022.
Le 24 mai 2021, peu après l'annonce du gouvernement Moctar Ouane (2) qui se caractérise par la mise à l'écart des colonels Modibo Koné et Sadio Camara, membres de l'ex-CNSP, Bah N’Daw et le Premier ministre, Moctar Ouane, sont interpelés par des militaires proches du vice-président Goïta et conduits sous escorte militaire à Kati. L'armée annonce le lendemain que le vice-président a mis « hors de leurs prérogatives » le président de la Transition et le Premier ministre de transition — qu'il accuse du « sabotage [de la transition] » —, pour ne pas l'avoir consulté lors de la formation du gouvernement mais que les élections sont toujours prévues pour 2022. 
Des doutes surgissent cependant courant septembre 2021 quant à la tenue des scrutins à la date prévue, le gouvernement de transition affirmant ouvertement ne pas leur donner la priorité sur les réformes institutionnelles. L'ampleur de ces dernières ainsi que l'absence de préparation du dispositif électoral à moins de six mois des élections font alors craindre le report de ces dernières. Plusieurs partis maliens réclament alors le respect de l'échéance promise, dont le Parti pour la renaissance nationale et celui des Forces alternatives pour le renouveau et l'émergence,. 
En décembre 2021, à l'issue des Assises nationales pour la refondation qui proposent de prolonger la transition de six mois à cinq ans pour mener des réformes politiques, Assimi Goïta propose de prolonger de cinq ans la transition, une proposition qui sera discutée lors du sommet extraordinaire de la CEDEAO du 9 janvier suivant. Il propose d'organiser le scrutin en décembre 2026.
Le 7 juin 2022, la transition est finalement prolongée jusqu'au 26 mars 2024. La présidentielle est initialement fixée au 4 février 2024. Le 16 est adoptée par le Conseil national de la transition une loi électorale instituant une commission électorale. Le projet a été amendé en profondeur par le Parlement, contre l'avis du gouvernement. La loi est promulguée par le président de la Transition le 25 juin. Elle autorise également les militaires à participer aux élections à condition de démissionner dans les quatre mois avant le scrutin suivant la transition, et six mois dans le cas d'une élection précédant la fin du mandat d'un président élu. Le texte crée surtout l'Autorité indépendante de gestion des élections (AIGE). L'AIGE se voit dotée de quinze membres dont trois nommés par le président, un par le Premier ministre, sept par les partis et mouvement de la société civile, et quatre par différents pouvoirs publics,,.
En mars 2023, le Premier ministre Choguel Kokalla Maïga, déclare que le scrutin n'aura pas lieu avant la reprise du territoire qui échappe au contrôle du gouvernement malien. En septembre 2023, le scrutin fait l'objet d'un nouveau report, la date du 4 février 2024 étant modifiée par la junte pour des « raisons techniques » liées au recensement de la population et à la révision des listes électorales. La période de transition se termine officiellement le 26 mars 2024 sans que des élections ne soient organisées, la junte se maintenant de facto au pouvoir.
Courant avril 2024, le Premier ministre Maïga annonce la tenue du scrutin après le dialogue inter-malien et la fin de la « stablisation » du pays. En parallèle, l'activité des partis est suspendue par la junte, qui interdit à l'ensemble des médias de couvrir leurs activités. Le 10 mai, le dialogue inter-malien propose de prolonger la transition de deux à cinq années supplémentaires, de réduire le nombre de partis politiques, qui ne bénéficieront plus de financement public, et appelle Goïta à se présenter à la prochaine présidentielle, proposant que ce dernier et quatre autres membres de la junte soient promus au grade de général. Des assises similaires ont lieu quelques jours plus tard chez l'allié burkinabé, qui prolonge également la transition de cinq ans,.
De nouvelles assises, boycottées par la majorité des partis politiques, ont lieu les 28 et 29 avril 2025. Elles proposent de nommer Assimi Goïta président de la République pour cinq ans, renouvelables, ainsi que de dissoudre les partis politiques. Ces mesures font suite à des décisions similaires au Niger en mars 2025. En réaction, des centaines de partisans de ces partis manifestent le 3 mai pour s'opposer à la décision, réclamant la fin de la transition d'ici le 31 décembre 2025. Leur manifestation a été encadré par les forces de sécurité, qui ont par ailleurs dispersé une trentaine de partisans de la junte, qui ont tenté de perturber son déroulement.

## Mode de scrutin
Le président malien est élu au scrutin uninominal majoritaire à deux tours pour un mandat de cinq ans renouvelable une seule fois.